# Sunbeam
Sunbeam (dt. Sonnenstrahl) war eine englische Marke, unter der nacheinander verschiedene Hersteller Fahrräder, Motorräder, Automobile, Omnibusse, Flugzeuge und Flugmotoren vermarkteten. Die Marke bestand bis 1982.

## Markengeschichte

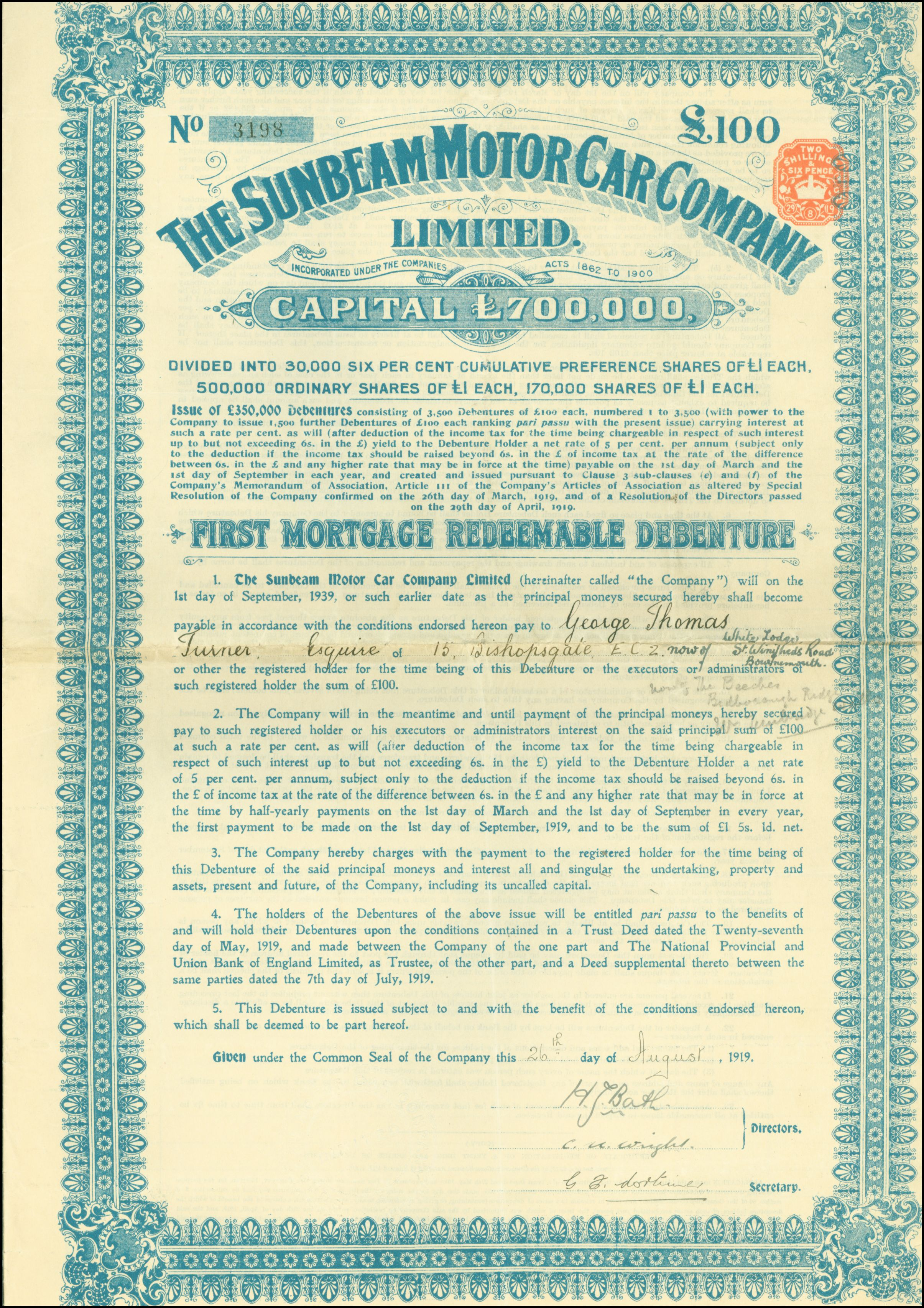
Anleihe der Sunbeam Motor Car Company Ltd. vom 26. August 1919

Das Unternehmen John Marston Ltd wurde vom Geschirrhersteller John Marston 1887 gegründet. Im März 1905 wurde der Betrieb in eine Kapitalgesellschaft mit dem Namen Sunbeam Motor Car Company Limited umgewandelt, die ein Startkapital von 40.000 £ hatte. Nachdem es während des Ersten Weltkriegs zuerst Ambulanz-Fahrzeuge, dann Flugzeuge und Flugmotoren herstellte, kam das Unternehmen nach Kriegsende in finanzielle Schwierigkeiten, weil einerseits das Geschäft mit den Motoren zurückging und anderseits die Zahlungen für Kriegsmaterial ausstehend waren. Das Autogeschäft wurde von Talbot übernommen und zusammen mit Darracq in S. T. D. Motors überführt. In den 1920er Jahren gingen die Automobilverkäufe zurück, so dass sich Sunbeam 1931 mit der Gründung der Sunbeam Commercial Vehicles der Herstellung von Fahrgestellen für Omnibusse und Oberleitungsbusse zuwendete, die erst 1934 in die Kapitalgesellschaft Sunbeam Commercial Vehicles Limited überführt wurde.
1935 wurden S. T. D. Motors und Sunbeam Commercial Vehicles Limited von der Rootes-Gruppe übernommen, die Herstellung von Autos in Wolverhampton aufgegeben und dieser Werkteil an Villiers abgegeben. Für die Busfertigung interessierte sich eine Zeitlang AEC, dem gemeinsamen Projekt eines Omnibusses war aber kein Erfolg beschieden, so dass AEC 1944 kein Interesse mehr am Unternehmen zeigte, so dass dieses 1946 an die Brockhouse-Gruppe verkauft wurde, welche das Werk in Wolverhampton hauptsächlich wegen der verfügbaren Werkzeugmaschinen übernahm. 1948 wurde das Unternehmen Sunbeam Trolleybus Company umbenannt und 1949 an Guy Motors verkauft. Die Fertigung in Wolverhampton blieb bis 1953 bestehen und wurde danach zu Guy Motors verlegt.

## Motorräder

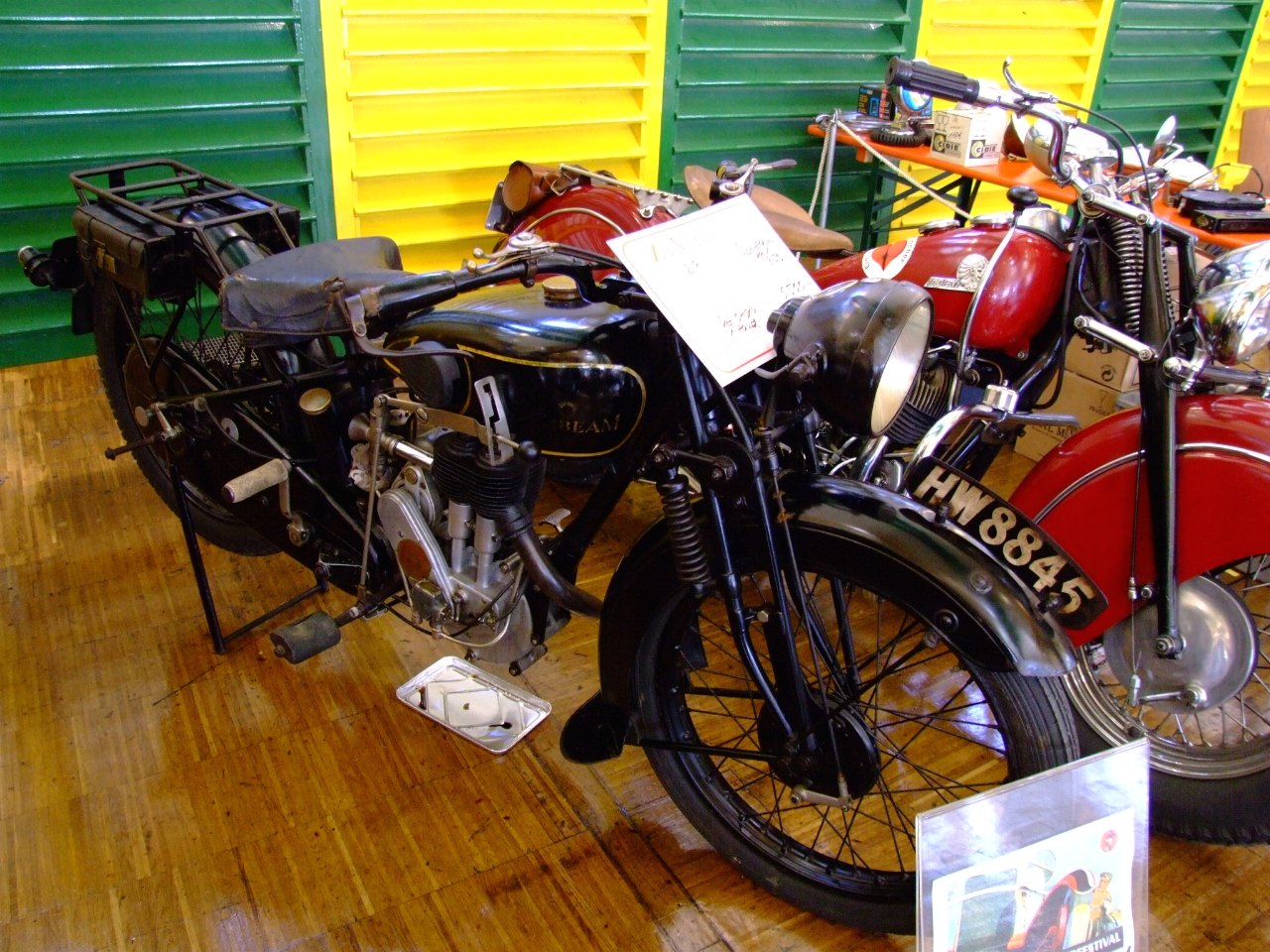
Sunbeam Typ 1 (1929)

Die Motorräder von Sunbeam genossen einen guten Ruf bezüglich Qualität. Nach wechselnden Baumustern in der Zeit vor dem Zweiten Weltkrieg wurden in der Nachkriegszeit mehrheitlich Ein- und Zweizylinder-Motorräder mit 500 und 600 cm³ hergestellt.

## Automobile

### Geschichte

#### Die Anfänge (1901–1919)

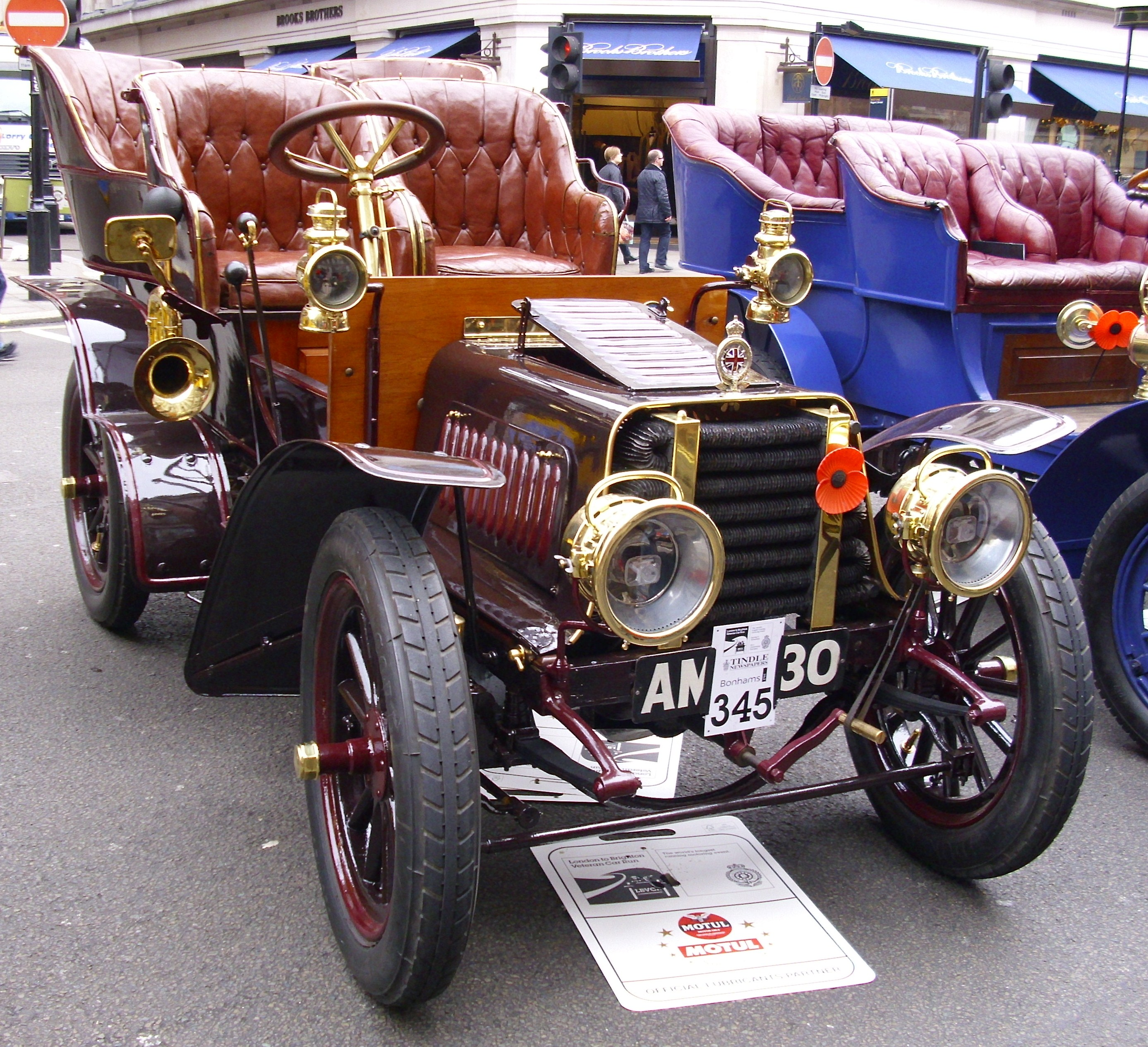
Sunbeam von 1903

1899 baute die ehemalige Fahrradfabrik Sunbeam den ersten Motorwagen. 1901 begann in den Moorfield Werken an der Upper Villiers Street in Wolverhampton die Serienfertigung eines Einzylindermodells. Ab 1903 wurden Motoren mit sechs, ab 1909 Motoren mit zwei Zylindern gebaut.
Die Sechszylindermodelle waren immer luxuriös ausgestattete Wagen mit großvolumigen Motoren. Für Autorennen wurden Motoren mit bis zu sieben Litern Hubraum gefertigt. Auch bei den Vierzylindern produzierte Sunbeam ungewöhnlich großvolumige Motoren mit 2,5 bis 4,7 Liter Hubraum (zum Vergleich: moderne Vierzylindermotoren haben selten mehr als 2,2 bis 2,4 Liter Hubraum).
| Typ      | Bauzeitraum | Zylinder/Ventilsteuerung | Hubraum  |
| -------- | ----------- | ------------------------ | -------- |
| Mabley   | 1901–1904   | 1/sv                     | 326 cm³  |
| 12 hp    | 1903–1905   | 4/sv                     | 2413 cm³ |
| 12 hp    | 1904–1910   | 4/sv                     | 2660 cm³ |
| 16/20 hp | 1905–1910   | 4/sv                     | 3402 cm³ |
| 25/30 hp | 1907–1911   | 6/sv                     | 5103 cm³ |
| 20 hp    | 1908        | 4/sv                     | 4503 cm³ |
| 35 hp    | 1908–1909   | 4/sv                     | 6333 cm³ |
| 16 hp    | 1909        | 2/sv                     | 3166 cm³ |
| 14/18 hp | 1909        | 4/sv                     | 3402 cm³ |
| 12/16 hp | 1910–1911   | 4/sv                     | 2413 cm³ |
| 16/20 hp | 1910–1911   | 4/sv                     | 3828 cm³ |
| 25/30 hp | 1901–1904   | 4/sv                     | 4676 cm³ |
| 18/22 hp | 1911–1912   | 6/sv                     | 3619 cm³ |
| 25/30 hp | 1911–1912   | 6/sv                     | 7014 cm³ |
| 12/16 hp | 1912–1914   | 4/sv                     | 3012 cm³ |
| 16/20 hp | 1912–1914   | 4/sv                     | 4073 cm³ |
| 25/30 hp | 1912–1914   | 6/sv                     | 6105 cm³ |
| 16 hp    | 1915        | 4/sv                     | 3016 cm³ |
| 20 hp    | 1915        | 4/sv                     | 4072 cm³ |
| 30 hp    | 1915        | 6/sv                     | 6105 cm³ |

#### Sunbeam-Talbot-Darracq (1919–1935)

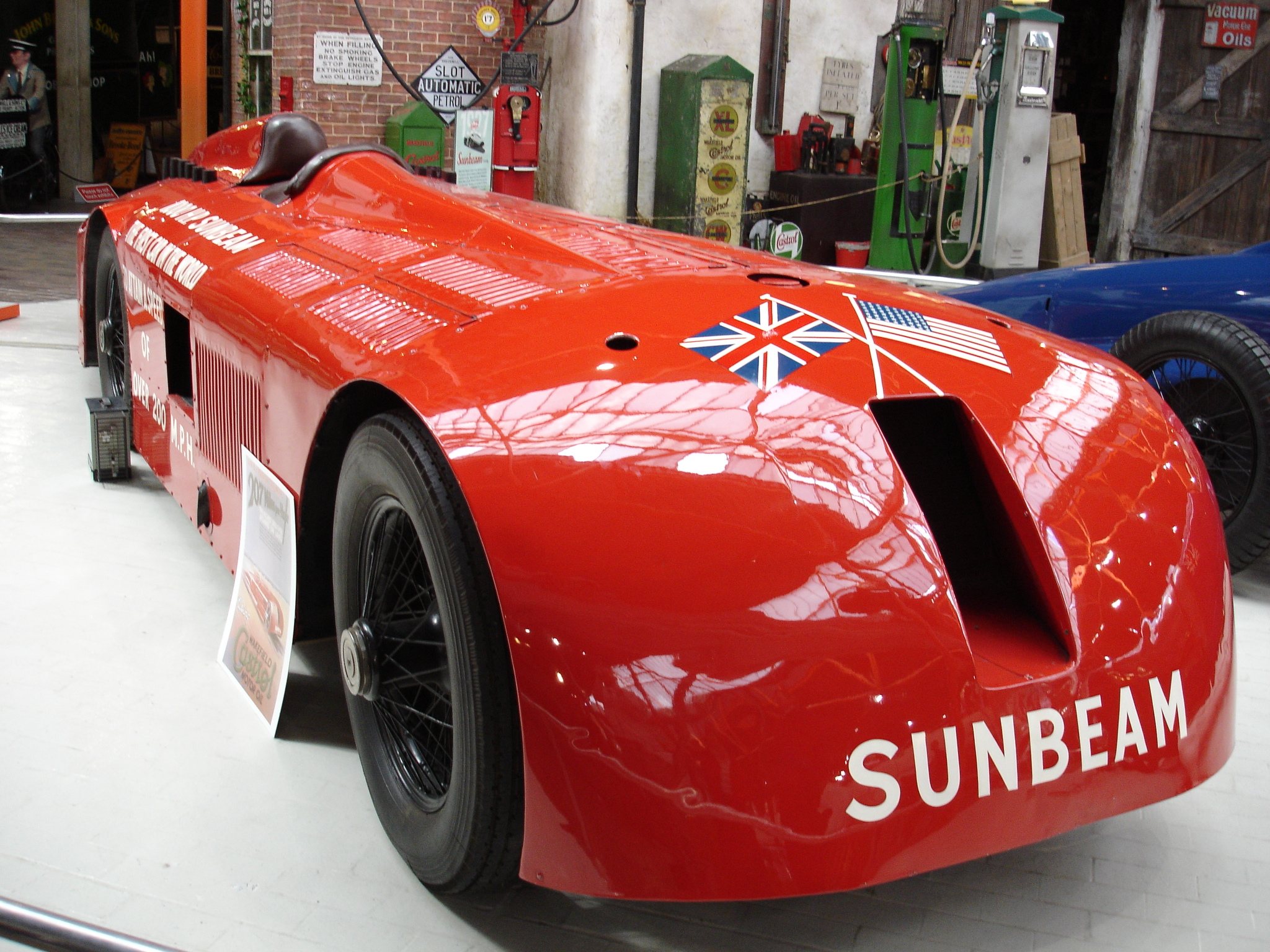
Sunbeam 1000 hp

Im Laufe des Jahres 1919 legte Sunbeam seine Aktivitäten im Automobilbau mit dem englischen Zweig von Darracq und mit Clement Talbot zusammen, woraus 1920 S. T. D. Motors (abgekürzt STD) als Zusammenschluss britischer und französischer Automobilhersteller entstand.
Die in Großbritannien verkauften Automobile behielten den Markennamen Sunbeam und Darracq (bis zum Jahre 1939). Für Frankreich bevorzugte man die Marke Talbot. Gemeinsam arbeitete man an der Konstruktion von Rennwagen. Die Produktion wurde unter der Leitung des Ingenieurs Louis Coatalen rationalisiert, und die Modelle von Suresnes hatten einen lebhaften Erfolg, insbesondere mit dem „10cv“.
In den 1920er Jahren stellten Rennwagen von Sunbeam insgesamt fünf Weltrekorde (zwei davon von Malcolm Campbell) auf, den letzten mit dem Sunbeam 1000 hp. Angetrieben wurde dieses Fahrzeug von zwei Flugzeugmotoren Sunbeam Matabele mit zwölf Zylindern (wassergekühlter V12, DOHC, Vierventiler, Alu-Block), 22,4 Liter Hubraum und einer Leistung von maximal 500 PS (bhp) bei 2000 Umdrehungen pro Minute. In der Mitte des Fahrzeugs, wo auch der Fahrer saß, befand sich ein Dreiganggetriebe, das die Hinterräder über Ketten antrieb. Mit diesem Wagen gelang es Henry Segrave am 29. März 1927 in Daytona Beach, die 200-mph-Grenze zu durchbrechen, indem er eine Geschwindigkeit von 203,792 mph (327,97 km/h) erreichte. Der 1929 gebaute Sunbeam Silver Bullet mit 4000 bhp war nicht erfolgreich und führte zur Einstellung der Rekordaktivitäten.
| Typ      | Bauzeitraum | Zylinder/Ventilsteuerung | Hubraum  | Leistung |
| -------- | ----------- | ------------------------ | -------- | -------- |
| 16/40 hp | 1919–1921   | 4/sv                     | 3016 cm³ |          |
| 24 hp    | 1919–1921   | 6/sv                     | 4524 cm³ |          |
| 16/40 hp | 1921–1924   | 4/ohv                    | 3016 cm³ | 59 kW    |
| 14 hp    | 1921–1924   | 4/ohv                    | 1954 cm³ |          |
| 24/60 hp | 1921–1924   | 6/ohv                    | 4524 cm³ | 46 kW    |
| 24/70 hp | 1923–1924   | 6/ohv                    | 4524 cm³ |          |
| 12 hp    | 1924–1926   | 4/ohv                    | 1598 cm³ |          |
| 14/40 hp | 1924–1927   | 4/ohv                    | 2120 cm³ | 30 kW    |
| 16/50 hp | 1924        | 6/ohv                    | 2540 cm³ |          |
| 20/60 hp | 1924–1927   | 6/ohv                    | 3181 cm³ |          |
| 3 litre  | 1926–1931   | 6/dohc                   | 2916 cm³ | 68 kW    |
| 30/90 hp | 1926–1929   | 8/ohv                    | 4826 cm³ |          |
| 16 hp    | 1927–1933   | 6/ohv                    | 2035 cm³ | 32 kW    |
| 20 hp    | 1927–1931   | 6/ohv                    | 2916 cm³ | 40 kW    |
| 25 hp    | 1927–1933   | 6/ohv                    | 3617 cm³ | 53 kW    |
| 35 hp    | 1929        | 8/ohv                    | 5447 cm³ |          |
| 16 hp    | 1931        | 6/ohv                    | 2193 cm³ |          |
| 20 hp    | 1931–1933   | 6/ohv                    | 3317 cm³ |          |
| 20 hp    | 1933–1935   | 6/ohv                    | 2916 cm³ | 53 kW    |
| 20 hp    | 1934–1935   | 6/ohv                    | 2194 cm³ |          |
| 25 hp    | 1934–1935   | 6/ohv                    | 3317 cm³ | 54,5 kW  |
| Dawn     | 1934–1935   | 4/ohv                    | 1627 cm³ | 36 kW    |
| 20 hp    | 1935        | 6/ohv                    | 2762 cm³ | 43 kW    |

#### Rootes-Gruppe (1935–1967)

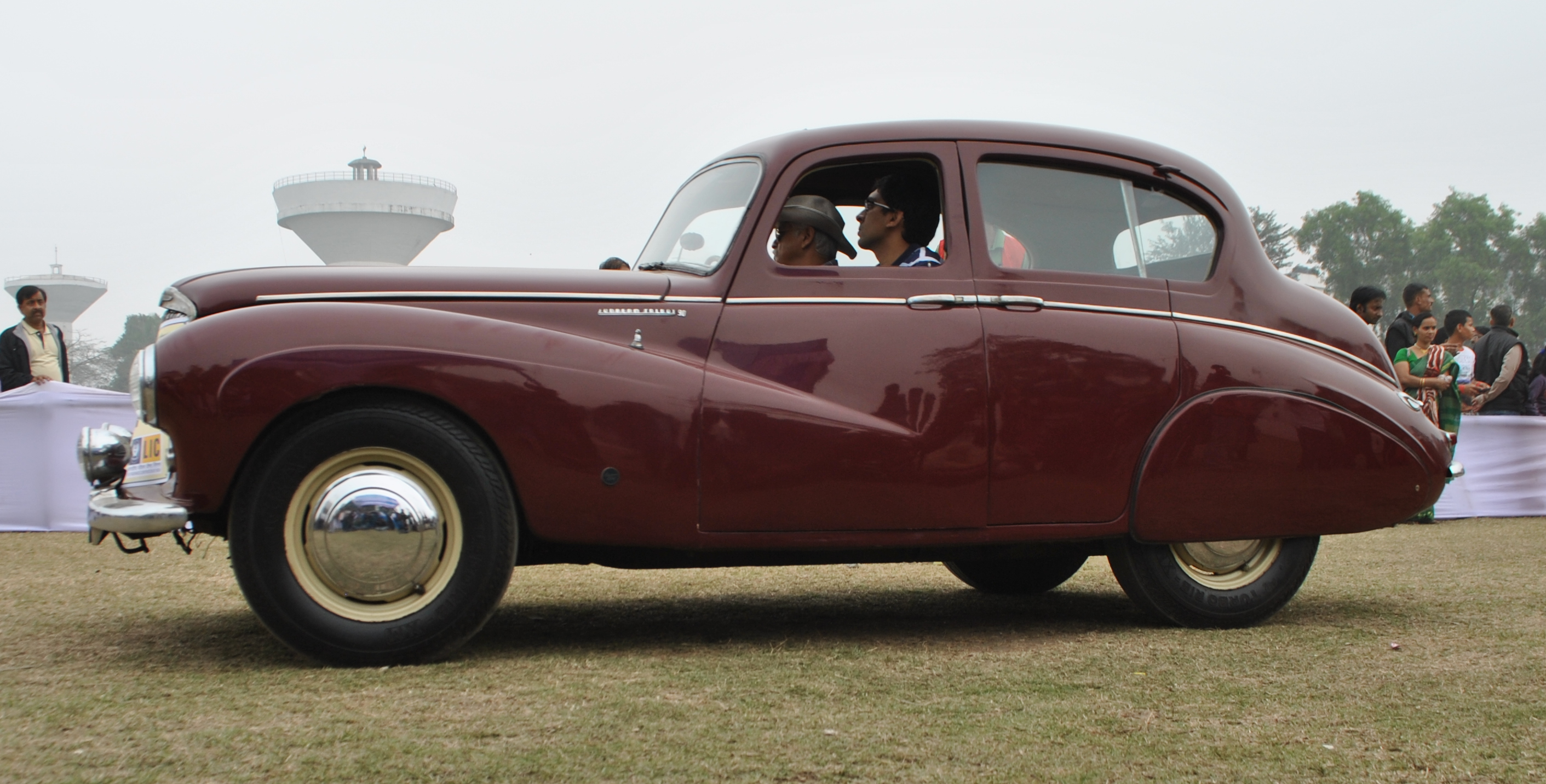
Sunbeam-Talbot 90

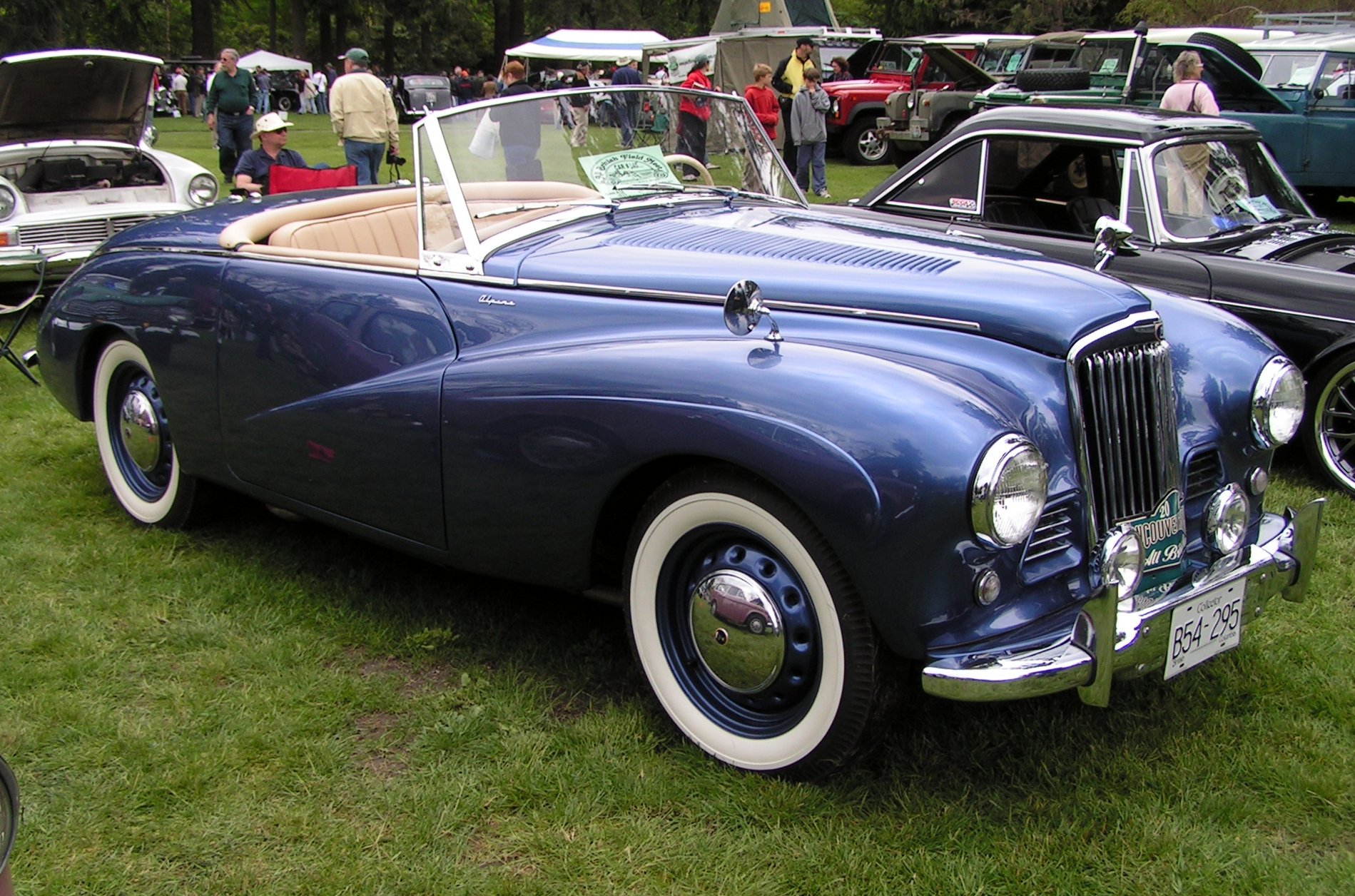
Sunbeam Alpine Roadster (1953)

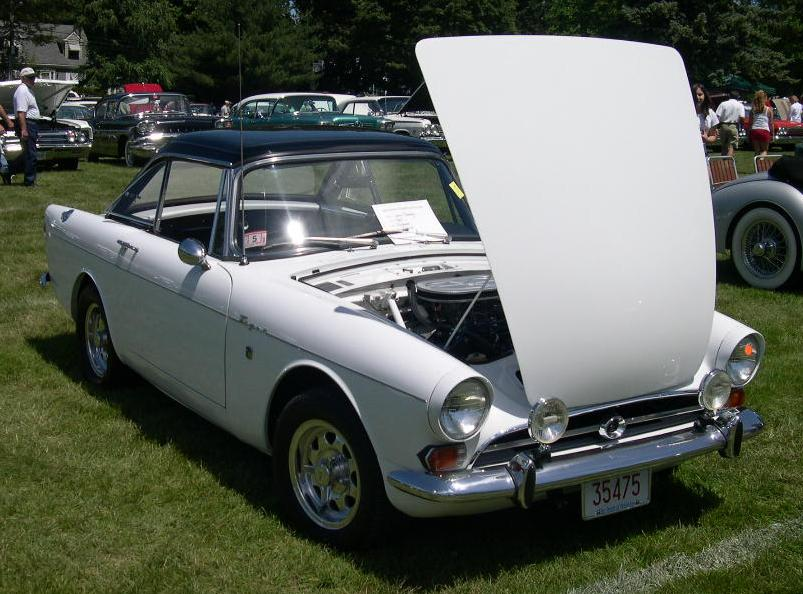
Sunbeam Tiger

1935 ging STD in Konkurs und wurde von der Rootes-Gruppe, zu der auch Hillman und Humber gehörten, übernommen. Der französische Teil der Firma wurde an den italienischen Unternehmer Anthony Lago verkauft und firmierte seitdem als Talbot-Lago. Während Rootes die Produktion britischer Talbot-Modelle zunächst fortsetzte, wurde die Fertigung von Sunbeam-Modellen innerhalb weniger Wochen nach der Übernahme des Unternehmens eingestellt. 1936 versuchte Rootes, mit dem Sunbeam Thirty ein Oberklassefahrzeug mit Humber-Technik zu etablieren. Das Projekt scheiterte bereits nach dem Bau von vier Prototypen.
1938 etablierte Rootes die Marke Sunbeam-Talbot auf dem britischen Markt. Die Modelle, die als Sunbeam-Talbot verkauft wurden, hatten keine Eigenständigkeit mehr. Es handelte sich bei ihnen um Großserienfahrzeuge, die leicht abgewandelte Versionen gängiger Hillman- und Humber-Modelle waren.
1953 gab Rootes die Doppelmarke wieder auf. Seitdem wurde wieder der Namen Sunbeam genutzt. 1954 erschien der Sunbeam Alpine als zweisitzige Roadster-Variante des Sunbeam 90. Bei Testfahrten erreichte der Alpine bei 2,2 Litern Hubraum und 80 PS bis zu 193 km/h, die Serienmodelle schafften durchschnittlich 170 km/h. 1953 und 1955 gewannen Sunbeam Alpines die Alpenrallye, doch schon 1955 wurde die Herstellung dieses Modells eingestellt.
1963 präsentierte Sunbeam vor dem Dogenpalast in Venedig das Modell Venezia. Es wurde in Italien produziert und basierte auf dem Super Minx. Die Karosserie stammte von der italienischen Firma Carrozzeria Touring. Das Besondere an der Venezia war das auf einen Rohrrahmen montierte Stahlgerippe, das mit Alublechen verkleidet wurde.
1964 stellte Sunbeam auf dem Pariser Autosalon den Tiger I vor, der in Europa als Alpine 260 verkauft wurde. Die Karosserie wurde von einer Alpine, die ab 1959 gebaut wurde, übernommen, den V8-Motor lieferte Ford aus den USA an. Der Tiger I war eines der sportlichsten Modelle von Sunbeam, erreichte bei 4,3 Liter-Hubraum 164 PS und 192 km/h Spitzengeschwindigkeit.
Als sportliches Alltagsauto erschien 1965 der Sunbeam Imp GT (basierend auf dem Hillman Imp, der jedoch nur 42 PS leistete) mit einem 60 PS starken Vierzylindermotor. Baugleich war der Rootes Imp GT. Die Imp GT-Modelle wurden nicht am Band gefertigt, sondern in der Rennsportabteilung von Rootes. Das Coupé wurde als Stiletto bezeichnet.
| Modelle 1938–1953 (Sunbeam-Talbot) | Modelle 1938–1953 (Sunbeam-Talbot) | Modelle 1938–1953 (Sunbeam-Talbot) | Modelle 1938–1953 (Sunbeam-Talbot) | Modelle 1938–1953 (Sunbeam-Talbot) |
| Typ                                | Bauzeitraum                        | Zylinder/Ventilsteuerung           | Hubraum                            | Leistung                           |
| ---------------------------------- | ---------------------------------- | ---------------------------------- | ---------------------------------- | ---------------------------------- |
| 3-Litre                            | 1938–1940                          | 6/sv                               | 3181 cm³                           | 60 kW                              |
| 4-Litre                            | 1938–1940                          | 6/sv                               | 4086 cm³                           |                                    |
| Ten                                | 1938–1948                          | 4/sv                               | 1185 cm³                           | 30 kW                              |
| 2 litre                            | 1939–1948                          | 4/sv                               | 1944 cm³                           | 41 kW                              |
| 80 Mark I                          | 1948–1950                          | 4/ohv                              | 1185 cm³                           | 34,5 kW                            |
| 90 Mark I                          | 1948–1950                          | 4/ohv                              | 1944 cm³                           | 47 kW                              |
| 90 Mark II                         | 1950–1952                          | 4/ohv                              | 2267 cm³                           | 51 kW                              |
| 90 Mark IIA                        | 1952–1954                          | 4/ohv                              | 2267 cm³                           | 51–56,5 kW                         |

| Modelle 1953–1967 (Sunbeam in der Rootes-Gruppe) | Modelle 1953–1967 (Sunbeam in der Rootes-Gruppe) | Modelle 1953–1967 (Sunbeam in der Rootes-Gruppe) | Modelle 1953–1967 (Sunbeam in der Rootes-Gruppe) | Modelle 1953–1967 (Sunbeam in der Rootes-Gruppe) |
| Typ                                              | Bauzeitraum                                      | Zylinder/Ventilsteuerung                         | Hubraum                                          | Leistung                                         |
| ------------------------------------------------ | ------------------------------------------------ | ------------------------------------------------ | ------------------------------------------------ | ------------------------------------------------ |
| Alpine Mark I                                    | 1953–1954                                        | 4/ohv                                            | 2267 cm³                                         | 56,5 kW                                          |
| Alpine Mark III                                  | 1954–1955                                        | 4/ohv                                            | 2267 cm³                                         | 56,5 kW                                          |
| Mark III                                         | 1954–1957                                        | 4/ohv                                            | 2267 cm³                                         | 59 kW                                            |
| Rapier I                                         | 1955–1958                                        | 4/ohv                                            | 1390 cm³                                         | 45,5–49,5 kW                                     |
| Mark IIIS                                        | 1957                                             | 4/ohv                                            | 2267 cm³                                         | 67,5 kW                                          |
| Rapier II                                        | 1958–1959                                        | 4/ohv                                            | 1494 cm³                                         | 50 kW                                            |
| Alpine I                                         | 1959–1960                                        | 4/ohv                                            | 1494 cm³                                         | 57 kW                                            |
| Rapier III                                       | 1959–1961                                        | 4/ohv                                            | 1494 cm³                                         | 57 kW                                            |
| Alpine II                                        | 1960–1963                                        | 4/ohv                                            | 1592 cm³                                         | 59 kW                                            |
| Rapier IIIA                                      | 1961–1963                                        | 4/ohv                                            | 1592 cm³                                         | 55 kW                                            |
| Alpine III                                       | 1963                                             | 4/ohv                                            | 1592 cm³                                         | 56,5 kW                                          |
| Rapier IV                                        | 1963–1965                                        | 4/ohv                                            | 1592 cm³                                         | 58 kW                                            |
| Alpine IV                                        | 1964–1965                                        | 4/ohv                                            | 1592 cm³                                         | 60 kW                                            |
| Tiger 260                                        | 1964–1967                                        | 8/ohv                                            | 4261 cm³                                         | 120,5 kW                                         |
| Imp                                              | 1964–1976                                        | 4/ohc                                            | 875 cm³                                          | 29–37,5 kW                                       |
| Rapier V                                         | 1965–1967                                        | 4/ohv                                            | 1725 cm³                                         | 62,5 kW                                          |
| Alpine V                                         | 1965–1968                                        | 4/ohv                                            | 1725 cm³                                         | 68 kW                                            |
| Tiger 289                                        | 1967                                             | 8/ohv                                            | 4737 cm³                                         | 147 kW                                           |

#### Chrysler Europe (1967–1978)

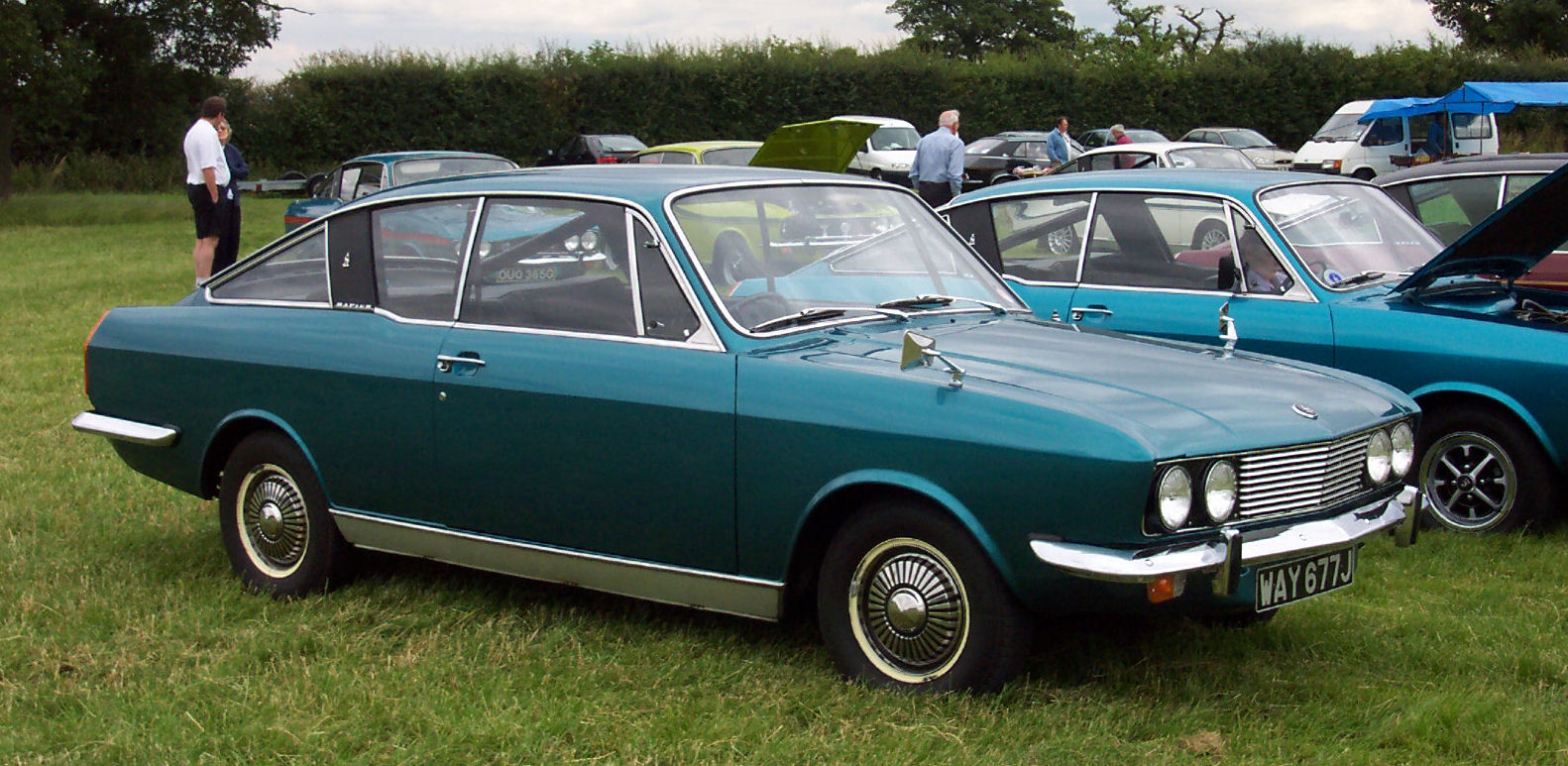
Sunbeam Rapier Fastback (1976)

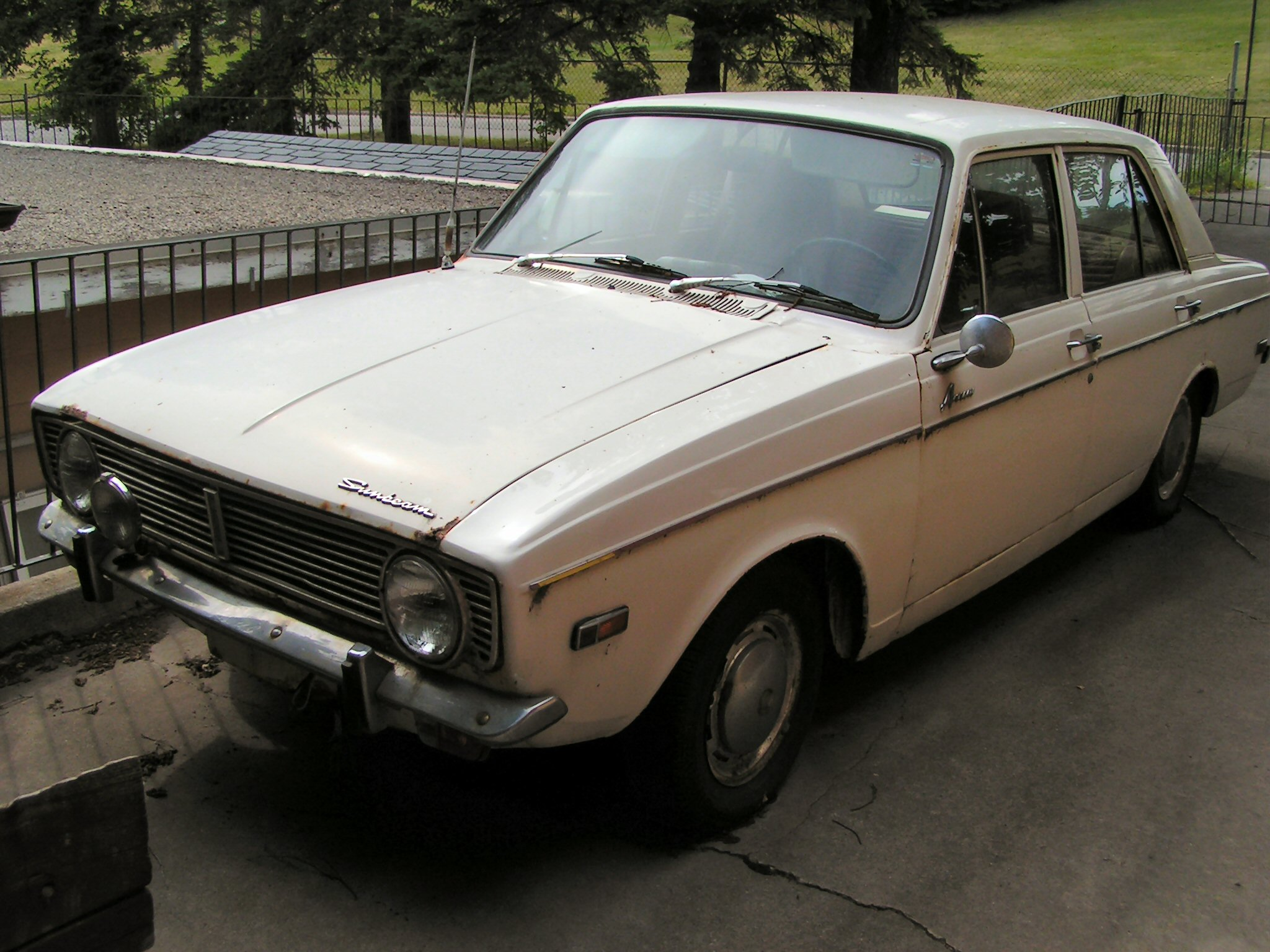
Für die USA umbenannter Hillman Hunter: Sunbeam Arrow

1967 übernahm der US-amerikanische Konzern Chrysler die Mehrheit an der Rootes-Gruppe. In diesem Jahr fasste Chrysler die britische Rootes-Gruppe und die ebenfalls mehrheitlich zu Chrysler gehörenden Unternehmen Simca in Frankreich und Barreiros (Spanien) zu Chrysler Europe zusammen. Zunächst bauten alle Firmen Fahrzeuge unter den eingeführten Marken weiter. Das galt auch für die bisherigen Rootes-Marken. Die letzten Modelle der Chrysler-Ära, die in Großbritannien den Markennamen Sunbeam trugen, waren die vom Rootes Arrow abgeleiteten Coupés Rapier und  Alpine, die bei den anderen Konzernmarken keine Schwestermodelle hatten und die der Marke Sunbeam jedenfalls auf dem Heimatmarkt eine gewisse Eigenständigkeit gaben. Sie wurden bis 1975 bzw. 1976 produziert.
Außerdem war Sunbeam in der Chrysler-Ära die bevorzugte Marke für den Export. Die Konzernleitung war der Auffassung, dass die Marke Sunbeam weltweit bekannter war als Hillman oder Humber. Deshalb wurden ab 1968 zahlreiche Varianten des Rootes Arrow – abweichend von den Zuordnungen auf dem Heimatmarkt – international als Sunbeam verkauft. So wurden aus dem viertürigen Hillman Hunter und dem Hillman Minx für kontinentaleuropäische Märkte der Sunbeam Hunter und der Sunbeam Minx; teilweise wurde auch der Humber Sceptre Mark III als Sunbeam Sceptre verkauft. In den USA schließlich vermarktete Chrysler den Hillman Hunter als Sunbeam Arrow. Auch der Hillman Avenger, der 1970 eingeführt worden war, wurde in Kontinentaleuropa als Sunbeam Avenger verkauft.
Die Produktion der Arrow-Reihe Reihe endete 1976. Damit fiel die Einstellung der traditionellen Rootes-Marken Hillman, Humber und Sunbeam zusammen. Stattdessen wurden die britischen, die französischen und die spanischen Autos ab 1977 europaweit einheitlich unter der Marke Chrysler vertrieben. Im gleichen Jahr erschien der Name Sunbeam erneut, diesmal allerdings als bloße Modellbezeichnung unter der Marke Chrysler. Der 1977 vorgestellte Kompaktwagen Chrysler Sunbeam war eine kurzfristig entwickelte Notlösung, deren Produktion erforderlich wurde, damit der wirtschaftlich angeschlagene Chrysler-Konzern staatliche Hilfen von der britischen Regierung erhalten konnte.
| Modelle 1967–1976 (Sunbeam bei Chrysler Europe) | Modelle 1967–1976 (Sunbeam bei Chrysler Europe) | Modelle 1967–1976 (Sunbeam bei Chrysler Europe) | Modelle 1967–1976 (Sunbeam bei Chrysler Europe) | Modelle 1967–1976 (Sunbeam bei Chrysler Europe) |
| Typ                                             | Bauzeitraum                                     | Zylinder/Ventilsteuerung                        | Hubraum                                         | Leistung                                        |
| ----------------------------------------------- | ----------------------------------------------- | ----------------------------------------------- | ----------------------------------------------- | ----------------------------------------------- |
| Alpine V                                        | 1965–1968                                       | 4/ohv                                           | 1725 cm³                                        | 68 kW                                           |
| Tiger 289                                       | 1967                                            | 8/ohv                                           | 4737 cm³                                        | 147 kW                                          |
| Stiletto                                        | 1967–1972                                       | 4/ohc                                           | 875 cm³                                         | 37,5 kW                                         |
| New Rapier                                      | 1967–1976                                       | 4/ohv                                           | 1725 cm³                                        | 65 kW                                           |
| Rapier H120                                     | 1968–1976                                       | 4/ohv                                           | 1725 cm³                                        | 77 kW                                           |
| New Alpine                                      | 1969–1975                                       | 4/ohv                                           | 1725 cm³                                        | 54 kW                                           |

#### PSA

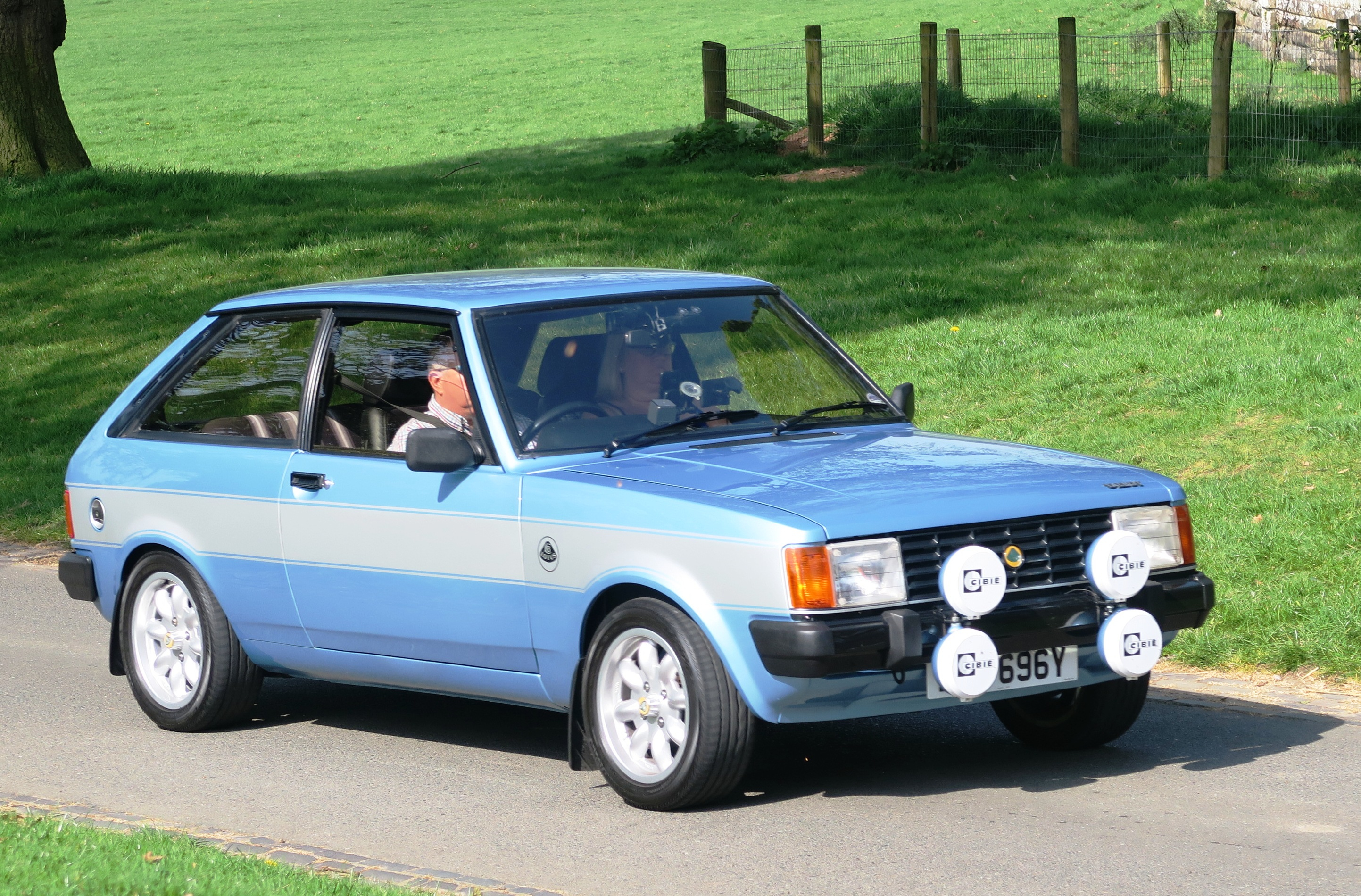
Talbot Sunbeam Lotus

Nachdem Peugeot 1978 Chrysler Europe übernommen hatte, bekamen 1979 alle zuvor von Chrysler gefertigten Automobile in Großbritannien wie auch in Frankreich den Namen Talbot. Aus dem Chrysler Sunbeam wurde dementsprechend der Talbot Sunbeam. Seine Sportversion erhielt in Anerkennung der von Lotus beim Grundmotor (2172 cm³, 150 PS) geleisteten Entwicklungsarbeit den Namen Talbot Sunbeam Lotus. Seit 1982 wird der Markenname Sunbeam nicht mehr verwendet.

## Omnibusse und Oberleitungsbusse

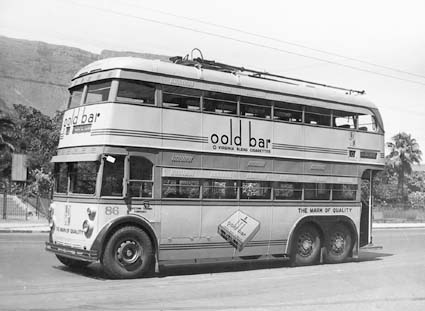
Doppelstöckiger Oberleitungsbus in Kapstadt mit Sunbeam MS2s Chassis und Karosserie von Weymann.

Sunbeam stellte das erste Omnibus-Chassis Ende 1928 vor. Es war ein dreiachsiges Fahrgestell mit dem Namen Sikh. das für einen doppelstöckigen Omnibus für 60 bis 70 Fahrgäste vorgesehen war. Es war mit einem 6-Zylinder-Motor mit 8 Liter Hubraum ausgerüstet, der eine Leistung von 142 PS hatte. Das Design war wahrscheinlich durch ähnliche Fahrgestelle von Guy Motors und Karrier beeinflusst.
Im August 1929 wurde das kleinere vierachsige Chassis Phatan präsentiert, das für einen 26-plätzigen einstöckigen Bus geeignet war. Es war mit einem Sechszylindermotor mit 6,6 Liter Hubraum und einer Leistung von 110 PS ausgerüstet.
1931 wurde das Sikh-Chassis für die Nutzung als Trolleybus-Fahrgestell angepasst, was ein unmittelbarer Erfolg wurde. Es wurde in großen Stückzahlen hergestellt und Sunbeam wurde zu einem weltweit führenden Bus-Chassis-Hersteller.

## Militärfahrzeuge

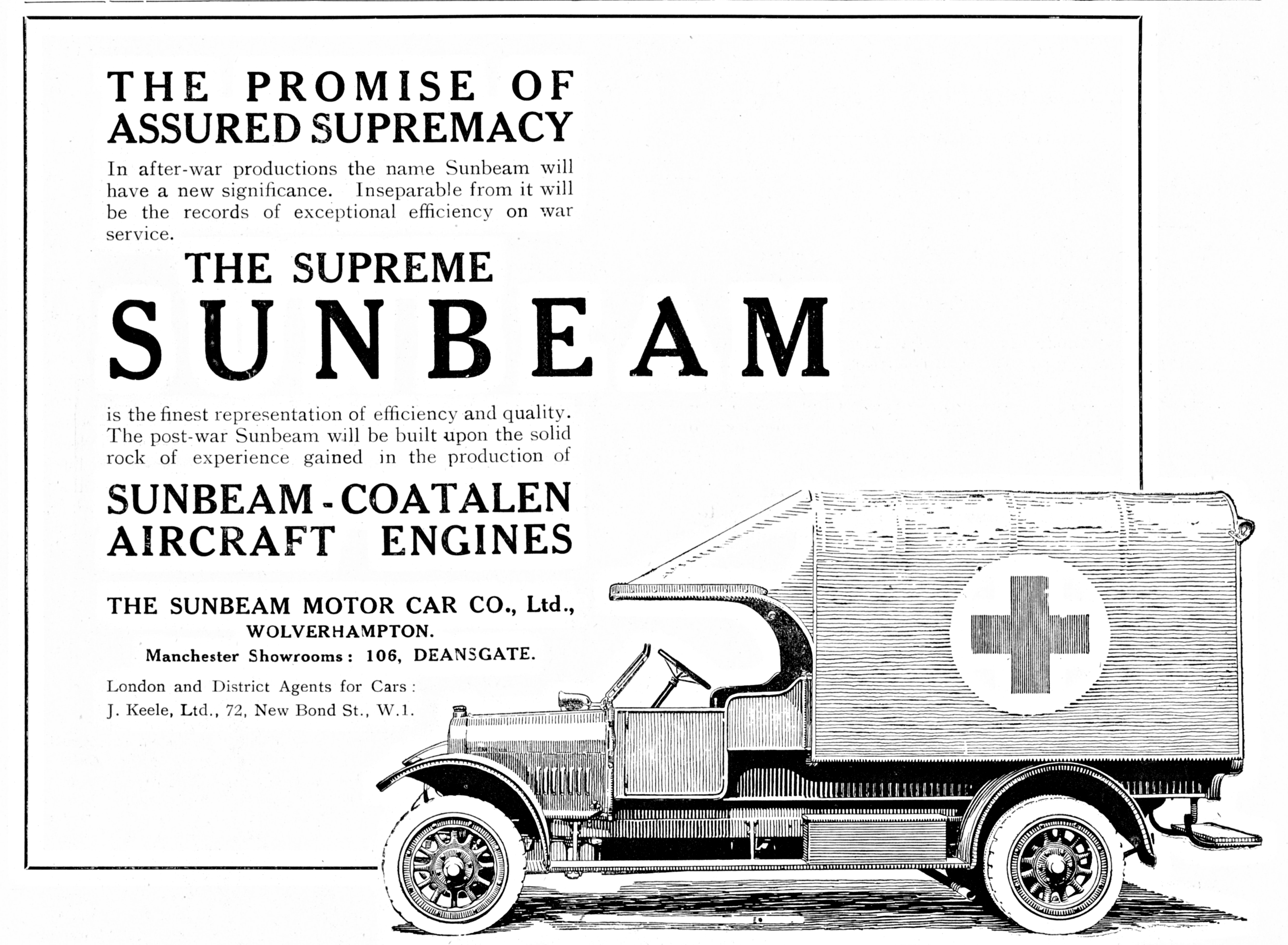
Sunbeam-Werbung aus dem Ersten Weltkrieg

Während des Ersten Weltkrieges baute Sunbeam auf dem 16-PS-Chassis militärische Mannschaftswagen und eine große Zahl Ambulanzen. 1915 bestand die Regierung darauf, dass die Fertigung dieser Fahrzeuge an Rover abgegeben wird, damit Sunbeam mehr Kapazität für dringend benötigte Flugzeugmotoren und Flugzeuge hätte. Sunbeam erlaubte Rover nicht den eigenen Namen auf den Fahrzeugen anzubringen, so dass das Rover-Werk in Coventry Fahrzeuge unter dem Namen Sunbeam herstellte.

## Flugzeuge

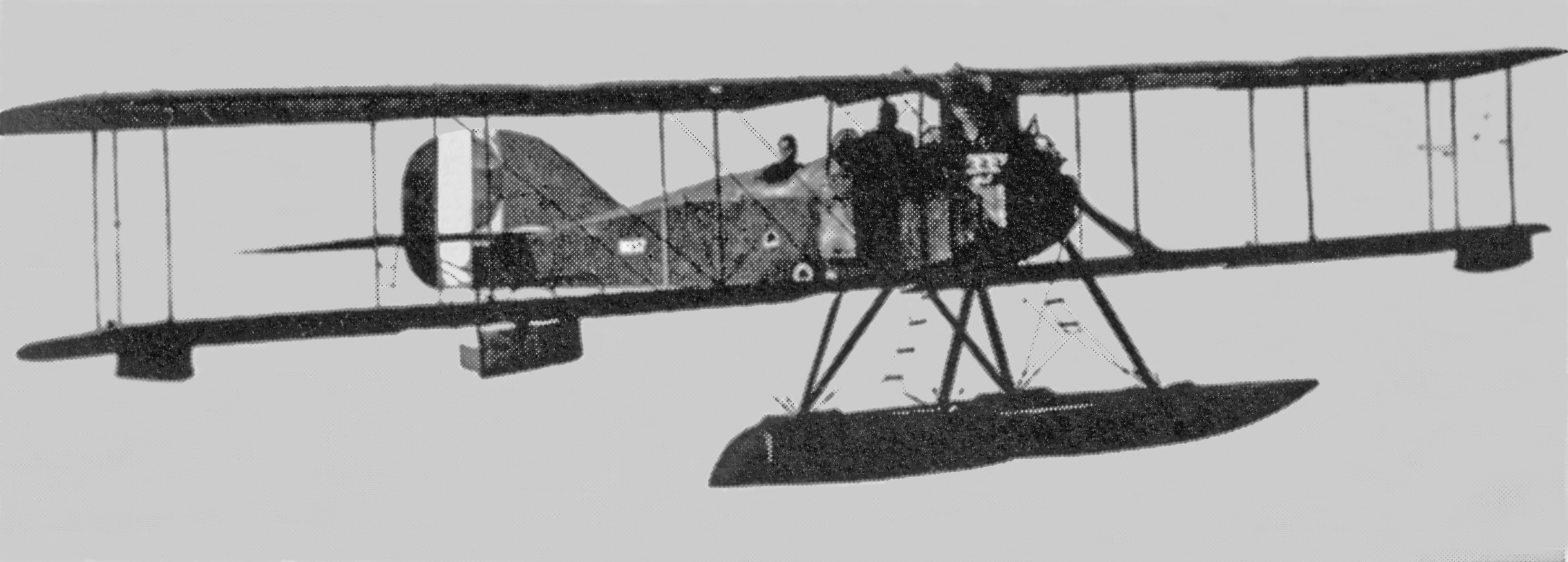
Short 827

Während des Ersten Weltkrieges baute Sunbeam 647 Flugzeuge, darunter die Wasserflugzeuge Short 827 und Short 310, Short Bomber und Avro-504-Schulflugzeuge.

## Flugmotoren
Von 1912 bis in die 1930er Jahre stellte Sunbeam auch Motoren für Flugzeuge her. Die Motoren wurden vom leitenden Ingenieur Louis Coatalen unter dem Markennamen Sunbeam-Coatalen vermarktet.
| Triebwerk        | Verwendung                                              | Zeitraum |
| ---------------- | ------------------------------------------------------- | -------- |
| Sunbeam Afridi   |                                                         |          |
| Sunbeam Amazon   |                                                         |          |
| Sunbeam Arab     | Avro 530, Sopwith Cuckoo, Short S.27, Supermarine Baby  |          |
| Sunbeam Cossack  | Short 310                                               |          |
| Sunbeam Crusader | Short Admiralty Type 827, Short 184, Avro 510, Avro 519 |          |
| Sunbeam Dyak     |                                                         |          |
| Sunbeam Gurkha   | Short 184                                               |          |
| Sunbeam Malay    |                                                         |          |
| Sunbeam Manitou  |                                                         |          |
| Sunbeam Maori    |                                                         |          |
| Sunbeam Matabele |                                                         |          |
| Sunbeam Mohawk   |                                                         |          |
| Sunbeam Nubian   |                                                         |          |
| Sunbeam Sikh     |                                                         |          |
| Sunbeam Spartan  |                                                         |          |
| Sunbeam Viking   |                                                         |          |
| Sunbeam Zulu     |                                                         |          |